# John Wrighton
John Derek Wrighton (ur. 10 marca 1933 w Ilford) – brytyjski czterystumetrowiec. Uczestniczył w letnich Igrzyskach Olimpijskich w Rzymie, zajmując piąte miejsce w sztafecie 4 × 400 m. Zdobył dwa złote medale podczas mistrzostw Europy w lekkoatletyce w 1958 w Sztokholmie. Indywidualnie zwyciężył w biegu na 400 metrów, natomiast sztafeta brytyjska z Wrigtonem w składzie pokonała wszystkie ekipy w rywalizacji na dystansie 4 × 400 metrów.
Po zakończeniu kariery sportowej został chirurgiem ortopedą.